# Madatyphlops boettgeri
Madatyphlops boettgeri — вид змій родини сліпунів (Typhlopidae). Ендемік Мадагаскару. Вид названий на честь німецького зоолога Оскара Беттгера.

## Опис
Загальна довжина сягає 12—15 см. Голова закруглена, куполоподібна, маленькі очі розташовані ближчі до морди та приховані під шкірою. Луска дрібна, формує 20-21 ряд. Верхня частина тіла темна, нижня світла.

## Поширення і екологія
Madatyphlops boettgeri поширені на півдні і південному заході острова Мадагаскар. Вони живуть в сухих саванах і чагарникових заростях, трапляються у вологих тропічних лісах, на висоті до 200 м над рівнем моря. Ведуть риючий спосіб життя. Живляться дрібними безхребетними. Відкладають яйця.